# 多布良西克 (大皮薩里夫卡區)
50°22′0″N 35°16′39″E / 50.36667°N 35.27750°E
多布良斯凱（烏克蘭語：Добрянське）是位於烏克蘭東北部的村莊，由蘇梅州奥赫蒂尔卡区的大皮薩里夫卡市鎮負責管轄。該村處於沃爾斯克拉河左岸，距離大皮薩里夫卡18公里，海拔高度115米，2001年人口1,039。